# گوندلزهایم، بادن-وورتمبرگ
شهر گوندلزهایم، بادن-وورتمبرگدر ایالت بادن-وورتمبرگ در کشور آلمان واقع شده‌است.